# Diandrolyra
Diandrolyra es un género de plantas herbáceas perteneciente a la familia de las poáceas. Es originario de Panamá.

## Citología
Número de la base del cromosoma, x = 11.

## Especies
- Diandrolyra bicolor
- Diandrolyra tatianae Soderstr. et Zuloaga